# Банда братьев Ронжиных
Банда братьев Ронжиных — одно из наиболее жестоких бандитских формирований в истории Кирова и Кировской области, на протяжении двух лет своей деятельности совершившее 11 доказанных убийств.

## История создания
Главарь банды Олег Витальевич Ронжин родился в 1962 году в Кирове. Он был средним ребёнком в семье. О его детстве и юношестве практически ничего не известно. В 1990-х годах Олег начал заниматься предпринимательской деятельностью и получать с неё большие доходы. Он женился, приобрёл автомобиль и участок земли в посёлке Силикатчик (Слободской район), стал возводить там коттедж. Однако к 1998 году предприятие Ронжина начало работать в убыток, и чтобы восстановить положение в бизнесе он берёт кредит, но той суммы, что требовалось, ему не дали. Тогда он уговаривает нескольких родственников заложить свои квартиры банку, чтобы под них взять еще денег. Вернуть их он обещал в короткие сроки и с процентами.
Однако и эти деньги не помогли Ронжину восстановить бизнес в полной мере, он оказывается погружённым в долги, и испытывая материальные трудности и проблемы в семье, предпринимает решение о заработке путём криминальной деятельности. Ронжин рассказывает об этом старшему брату Александру, ранее дважды судимому за хулиганство и грабёж, а затем и младшему, Виталию, который вёл добропорядочный образ жизни и увлекался художеством. Вместе они разрабатывают план. Через знакомого они приобретают огнестрельное оружие.

## Криминальная деятельность

### Первое преступление
В апреле 1998 года Олег находит в местной газете объявление об обмене автомобилей. Позвонил по нему и договорился с объявителем о встрече, которая состоялась в вечернее время на Октябрьском проспекте. На встречу на своём автомобиле «ВАЗ-21099» приехал 22-х летний Дмитрий Шишкин. Олег был без машины. Он объяснил Дмитрию, что интересующий его для обмена «ВАЗ-2108», находится в гараже частного дома под Кировом, в посёлке Силикатчик, и предложил Шишкину поехать туда, чтобы тот оценил предложенные ему жигули. Так и произошло: Ронжин и Шишкин отправились в недостроенный коттедж, где их уже ждал Виталий.
Когда они въехали на территорию участка и стали покидать салон, Олег дважды выстрелил Дмитрию в голову из пистолета, снабжённого глушителем, однако тот умер не сразу и Олег добил его двумя ударами ножа. Затем Олег и Виталий расчленили тело жертвы, положили её в железную бочку и заварили её. Ещё месяц она стояла во дворе, пока Олег не решил возобновить строительные работы, и чтобы строители не задавали лишних вопросов братья закопали бочку на свалке.
Между тем, жигули девятой модели, принадлежавшие Шишкину, были разобраны на запчасти и проданы на станции техобслуживания.

### Дальнейшие преступления
После этого убийства Олег решил, что местных жителей убивать нельзя, ведь это облегчает поиск преступников и решил убивать иногородних — транзитных водителей-дальнобойщиков из соседних регионов, закапывая их тела в лесополосе и сбывая транспорт. Со своей автомашины он снял обшивку, чтобы было проще отмывать кровь, и убрал запасное колесо, увеличив пространство в багажнике для трупов.
В ночь с 19 июля на 20 июля 1999 года Ронжины отправились на безлюдный участок федеральной автотрассы «Вятка» (Киров — Сыктывкар). На обочине возле моста, проходящего через реку Волосница, они увидели жигули шестой модели, в которой спал житель города Усинска (Республика Коми) Александр Сластников. Александр Ронжин убил спящего водителя выстрелом из обреза ружья через боковое стекло, труп закопали неподалёку от дороги, а машину в течение месяца разобрали и продали.
В дальнейшем преступления происходили по тому же сценарию. Ронжины установили на дороге укромные места, где чаще всего ночевали «транзитники», и стали заранее выкапывать ямы в непосредственной близости к трассе. Могильщиком банды был Александр Ронжин, опытный охотник, он умело закапывал, маскировал тела и выливал на них переработанное моторное масло, чтобы специально обученные собаки и звери не учуяли запах человеческой плоти. Для разборки автомобилей Олег арендовал гараж в микрорайоне Кирова «Коминтерн».
В 2000 году жена Олега Ронжина, Светлана, случайно узнала о преступлении мужа и, итак находясь с ним в неприязненных отношениях, решила шантажировать его милицией, а затем в открытую уходить к любовнику. В январе Ронжин задушил её голыми руками и вместе с Виталием закопал в гараже. Впоследствии Ронжин умело изображал безутешного мужа, который не находил себе места после пропажи жены.
Летом 2000 года, на той же автодороге был расстрелян уроженец Воронежской области Геннадий Попов, владелец «Peugeot 405». Спустя несколько месяцев, в сентябре, были убиты Александр и Надежда Есаул из города Вуктыл (Республика Коми), спавшие на обочине. Когда бандиты подошли к машине, женщина проснулась и закричала, разбудив мужа. Пистолет Олега дал осечку, тогда Виталий разбил стекло ружьем. Супружескую пару выволокли из автомобиля и зарезали, а тела как всегда засыпали землёй и залили маслом. У убитых обнаружили пластиковую карту «Union Card», с которой Виталий Ронжин в октябре поехал в Москву и через банкомат Газпромбанка снял большую сумму наличности. Получив немалые деньги, автобандиты решили сделать передышку.
В то же время убийства водителей на трассе вызвали общественный резонанс. Средства массовой информации называли участок дороги Киров-Сыктывкар на стыке Юрьянского и Мурашинского районов Кировской области «бермудским треугольником».
В декабре 2000 года к Олегу Ронжину обратился его знакомый Игорь Тарасов, находившийся в федеральном розыске за серию преступлений, и рассказал, что некий бизнесмен Олег Трудоношин сделал ему заказ на устранение конкурента, однако выполнить он его не может из-за этических соображений. Олег согласился, с условием, что заказчик заплатит ему 5 тысяч долларов, из них 600 авансом. Тарасов передал слова Ронжина Трудоношину, и тот выдал Ронжину деньги
Братья начали слежку за жертвой. После нескольких неудачных засад, 7 февраля 2001 года Александр убил коммерсанта двумя выстрелами в голову, когда тот заходил в собственный подъезд.
Вскоре Тарасов пошёл к Трудоношину чтобы забрать 4 400 долларов и передать их исполнителям убийства, но тот выдал только 1300, а на следующий день оборвал с Тарасовым все контакты. Тарасов искал его, но тщетно. Зная адрес предпринимателя, он сообщил его Олегу Ронжину, желавшего мести, и в апреле Ронжин, переодевшись в девушку и надев парик, приехал к дому Трудоношина в Нововятском районе Кирова, облил бензином входную дверь и поджёг. Но и после этого заказчик денег не выдал и пустился в бега. Тогда Ронжин сказал Тарасову, что тот должен отработать долг, ведь именно он отвечал за переговоры с Трудоношиным и был ответственен за передачу денег.
В ночь с 3 июля на 4 июля 2001 года, братья Ронжины и Тарасов убили супругов Старковых, которые на «Ниве» ехали домой из Сыктывкара.
Спустя два дня, ночью 6 июля, банда совершила последнее преступление. По очереди были убиты водители грузовых автомашин «Газель» и «ГАЗ-52» из Йошкар-Олы (Республика Марий Эл) и Выксы (Нижегородская область), отдыхавшие на обочине. Их тела были закопаны в лесу, там же спрятаны и сами грузовики, для дальнейшей разборки и перегона.

## Аресты, следствие и суд
Вскоре после последнего двойного убийства, июльской ночью Виталий Ронжин и Игорь Тарасов занимались разборкой «Нивы» убитых супругов Старковых в арендованном гараже Олега, когда в гаражном кооперативе появились двое сотрудников патрульно-постовой службы, проводившие плановый обход вверенной им территории. Когда люди в милицейской форме зашли в гараж Ронжина, бандиты как раз занимались перебивкой номера. Виталий и Игорь были задержаны. Они не смогли предоставить документы на Ниву, а в салоне были найдены пятна крови. На первом же допросе Ронжин и Тарасов признались в убийстве Старковых, а затем и во всех преступлениях банды. Вслед за ними был арестован Александр Ронжин, а Олег смог скрыться. Спустя месяц он был найден в загородном садоводческом массиве, при нём был револьвер и пистолет. Из Тюмени в Киров был этапирован Олег Трудоношин, кинувший бандитов и скрывавшийся от них.
Спустя восемь месяцев, в 2003 году, Кировский областной суд приговорил Олега и Александра Ронжиных к пожизненному лишению свободы, Виталия Ронжина к 25 годам, Игоря Тарасова к 20 годам, Олега Трудоношина к 12 годам лишения свободы.

## В массовой культуре
- Документальный фильм «Ночные звери» из цикла «Цена любви» (2004)